# Хорватський національний театр (Осієк)
Хорватський національний театр в Осієку (хорв. Hrvatsko narodno kazalište u Osijeku; відомою є також абревіатура HNK Osijek) — національний театр у великому хорватському місті Осієку, значний міський і регіональний (Славонія) культурний осередок.
Театр був відкритий у 1866 році. Будівля театру була розширена і повністю завершена в 1907 році згідно з планами місцевого архітектора Карло Клаузнер. Розроблений у бароковому стилі зовнішній вигляд споруди, був пошкоджений ЮНА під час Війни Хорватії за незалежність у 1990 році, а потому ретельно відновлений. Театр був офіційно знову відкритий тодішнім Президентом Хорватії, Франьо Туджманом у грудні 1994 року.
Ресторан McDonald's займає територію на вулиці перед театром.